# Спортски центар Грипе
Спортски центар Грипе је спортски комплекс у Сплиту, Хрватска. Састоји се од велике (капацитет 6.000 места) и мале дворане (капацитет 800 места), кошаркашке дворане (капацитет 3.000), коју користи КК Сплит, комплекса дворана за борилачке и „мале“ спортове (бокс, џудо, карате, дизање тегова, стони тенис, боћање) и куглане.
Изграђен је у другој половини седамдесетих година 20. века за потребе 8. Медитеранских игара које су се 1979. одржавале у Сплиту. Укупна површина спортског центра је 53.139,00 m².
Дана 22. новембра 2007. у склопу центра, са источне стране је отворена „Кућа славе сплитског спорта“.